# Corte de cabello Rachel

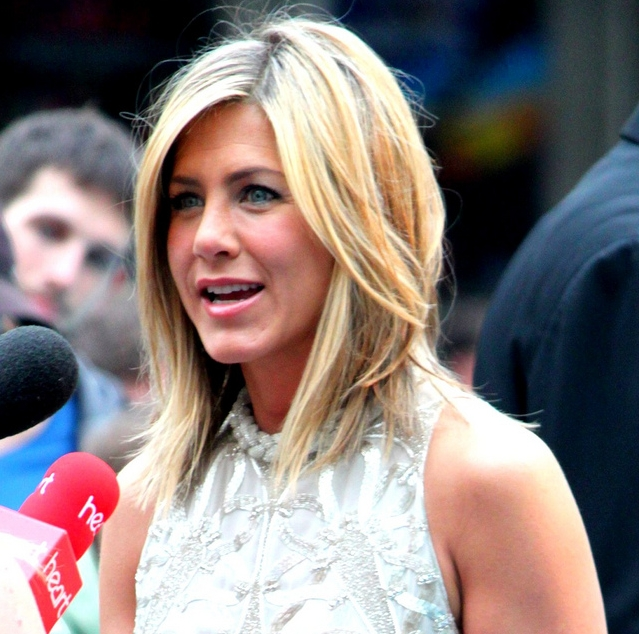
Jennifer Aniston en 2011

El corte de cabello Rachel, también llamado The Rachel, es un peinado introducido por la actriz Jennifer Aniston en la temporada 1 de la serie de televisión estadounidense Friends (1994) y nombrado por su personaje, Rachel Green. A Aniston no le gustaba el cabello y no lo mantuvo, pero el corte de cabello fue muy imitado y sigue siendo popular.

## Historia

### Creación
El estilista de Aniston, Chris McMillan, creó el corte, y ella lo mantuvo durante la primera y segunda temporada de Friends. Inmediatamente se hizo muy popular entre las mujeres como "The Rachel", y se ha asociado con el personaje de la actriz de Rachel Green. En el episodio de la segunda temporada "The One With the Lesbian Wedding", Rachel se queja de que su madre (Marlo Thomas) está tratando de "copiar" su vida, lamentando, "¿No podría simplemente copiar mi corte de pelo?". 

### "El corte de cabello más horrible que he visto"
A pesar de su asociación con el corte, a Aniston no le gustaba:
"Digamos que ha habido momentos que prefiero no volver a vivir, como todo lo de Rachel. Me encanta Chris [McMillan, su estilista], y él es la pesadilla de mi existencia al mismo tiempo porque él comenzó con eso, que no era mi mejor aspecto. ¿Cómo puedo decir esto? Creo que fue el corte de cabello más horrible que he visto. Lo que realmente quiero saber es, ¿cómo esa cosa tiene patas? Digamos que no soy una fanática de cortes de cabellos cortos y en capas, así que no amo esa parte en particular."

## Legado
Al comienzo de la tercera temporada (1996) Aniston cambió a un cabello más tradicional y largo, pero The Rachel todavía es popular. En 2010, seis años después que el programa terminara, una encuesta encontró el cabello como el más popular entre las mujeres británicas. El anuncio de 2011 "Jennifer Aniston Goes Viral" incluye un loro que le dice a Aniston, "Rachel, amo tu cabello".

## Evolución del corte de cabello Rachel
El corte de cabello de Aniston en la actualidad se ha caracterizado por tener una ligera variación hacia la aparición de ondas, la caída de su cabello que normalmente era pronunciada se muestra en la actualidad como un corte más ondulado variando la típica forma de su personaje "Rachel Green". Sin embargo, pudimos ver en la alfombra roja de los últimos premios Emmy que volvió al peinado de su personaje de Friends con gran éxito congregando la atención de la prensa.